# Polonia Sosnowiec
Polonia Sosnowiec – wielosekcyjny klub sportowy z Sosnowca, funkcjonujący w latach 1936–1999.

## Historia
Powstanie klubu jest ściśle związane z walcownią „Hr. Renard” w Sosnowcu. W 1910 roku pracownicy fabryki rozpoczęli rozgrywanie towarzyskich meczów piłkarskich. Przed wybuchem I wojny światowej utworzono przy fabryce klub piłkarski „Orion”, którego działalność wznowiono po zakończeniu wojny. Wówczas to rozgrywano mecze w klasie C, a także sparingi z tzw. „dzikimi” klubami. W 1921 roku dokonano zmiany nazwy klubu na KS Postęp. W połowie lat 20. klub doświadczył poważnych problemów finansowych, w związku z czym odeszli od niego czołowi gracze. W roku 1928 dokonano kolejnej zmiany nazwy, na TS Rozwój. Ta drużyna występowała w klasie C i B. W 1932 roku Rozwój wygrał z Policyjnym KS Sosnowiec baraż o klasę A, jednak PKS złożył odwołanie do PZPN, w efekcie czego orzeczono walkower na korzyść rywala. Następnie, w związku z wielkim kryzysem, Rozwój Sosnowiec zawiesił działalność.
W 1936 roku fabryka „Hr. Renard” powołała Towarzystwo Sportowe „Walcownia Hr.Renard”. Prezesem klubu został Karol Zarębski. Urząd Wojewódzki w Kielcach zarejestrował stowarzyszenie 19 listopada 1936 roku. Na początku działalności klub liczył 160 członków. Budżet pochodził m.in. z zabaw tanecznych organizowanych przez zarząd. Po sprzeciwie PZPN, związanym z zakazem używania nazw zakładów pracy w nazwach klubów, w sierpniu 1937 roku zmieniono nazwę klubu na Towarzystwo Sportowe „Polonia”. W sezonie 1937/1938 drużyna zajęła drugie miejsce w klasie C. Wskutek reorganizacji rozgrywek na sezon 1938/1939 Polonia została przydzielona do klasy B. W tym okresie zbudowano stadion z boiskiem i bieżnią, zmodernizowano infrastrukturę i utworzono drużynę juniorów. W marcu 1939 roku nowym prezesem został Andrzej Cerene. W 1939 roku Polonia awansowała do klasy A. Przed wybuchem II wojny światowej na tym szczeblu zawodnicy rozegrali jedno spotkanie, wygrane 6:1 z Solvayem Grodziec.
Klub nie funkcjonował w okresie II wojny światowej. Na początku 1945 roku klub został reaktywowany, a w marcu tegoż roku został podporządkowany Związkowi Walki Młodych i zmienił nazwę na Walka Młodych. W lipcu ponownie opieką klub objęła Walcownia Żelaza i Rur „Renard” (później Huta Cedler) i zmieniono nazwę na Robotniczy KS Polonia. Do 1959 roku używano jeszcze takich nazw, jak Związkowy KS Metalowców Polonia, Zrzeszenie Sportowe Stal oraz Związkowy KS Stal-Polonia. 25 stycznia 1959 roku powrócono do nazwy „Polonia”. W 1962 roku piłkarze pod wodzą Józefa Machnika i Zygfryda Wilczaka awansowali do III ligi po pokonaniu w barażach Brynicy Czeladź; zawodnikami Polonii byli wówczas m.in. Jerzy Patoła, Sławomir Wodniczko i Włodzimierz Partyka. W sezonie 1962/1963 Polonia zajęła dziewiąte miejsce w lidze, a sezon 1963/1964 zakończyła na piątym miejscu. Ponadto w sezonie 1963/1964 klub wystąpił na szczeblu centralnym Pucharu Polski, odpadając w pierwszej rundzie po porażce 1:6 ze Starem Starachowice. W sezonie 1964/1965 sosnowiczanie zajęli w lidze trzynaste miejsce i spadli do klasy A.
W latach 70. zmodernizowano boisko, m.in. poprzez dodanie ławek dla kibiców. W 1990 roku ze sponsorowania klubu wycofała się Huta Cedler. W 1999 roku klub zakończył działalność.
W klubie funkcjonowała także sekcja tenisa stołowego, siatkówki, a od 1967 – również sekcja judo, przejęta siedem lat później przez klub Kombinatu Budownictwa Ogólnego „Budowlani”.